# Årets Gericke 2010
Årets Gericke 2010 var den 10. uddeling af Årets Gericke-priserne og fandt sted den 19. september 2010 på Hotel- og Restaurantskolen i København.
Dommerpanelet som beståd af danske madanmeldere omfattede blandt andre Adam Price (Politiken), Søren Frank (Berlingske Tidende), Ole Troelsø (Børsen), Helle Brønnum Carlsen (Politiken) og Niels Lillelund (Jyllands-Posten).

## Vindere
Årets vindere og nominerede var:

### Årets Gericke — forretter
- René Redzepi, Noma: Tørret kammusling og karse. Biodynamisk gryn og bog
  - Allan Poulsen, Henne Kirkeby Kro: Lun torsk og krabbe med kartoffelsalat
  - Lasse Askov & David Johansen, Kokkeriet: Rimmet makrel. Blød, sprød og sur kål
  - Paul Cunningham, The Paul: Havtaskelever som foie gras
  - Thorsten Schmidt, Malling & Schmidt: Grøntsager fra Franks have. Granskud, krydderier og smørstegte brødkrummer

### Årets Gericke — hovedretter
- René Redzepi, Noma: Oksekæbe og julesalat, syltet pære og jernurt
  - Ronny Emborg & Michael Munk, AOC: Hanekylling som roastbeef med peberrod
  - Thomas Rode, Kong Hans Kælder: Sommer torsk i tynde skive – Kveller, pomelo, små kammuslinger & havsnegle
  - Søren Pedersen, Norsminde Kro: Pocheret havtaske med grønkåls-creme samt røget ålebouillon
  - Tommy Friis, Molskroen: Kalvesteg med brissel riddere og karameliseret marv, sure æbler og crispy løg

### Årets Gericke — Desserter
- Bo Bech, Restaurant Paustian: Cremet vanille med sorte oliven og engelsk lakrids
  - Allan Poulsen, Henne Kirkeby Kro: Frossen hvid chokolade & dild, yoghurt – brunet smør is – selleri
  - Jacob de Neergaard, Søllerød Kro: Kærnemælk, hvid chokolade og lime
  - Kenneth Toft-Hansen, Svinkløv Badehotel: Grøn dessert (karamelcreme);
  - Wassim Hallal, Frederikshøj: Æblededessert

### Årets bistro
- Vendia, Hjørring 
  - Et, Århus.
  - Fiskebaren, København

### Årets betjening
- Christian Aarø, AOC
  - Noma
  - Carina Louise Kruse, tidligere B&W Gastropub.

### Årets udskænkning
- Enomania, København 
  - Era Ora, Københabvn
  - Nimb Vinotek